# Друнгарій
Друнга́рій (дав.-гр. δρουγγάριος) — командир військового підрозділу у війську Візантійської імперії або командувач флотом. Друнг — до X століття у Візантії означав підрозділ, що складав третину турми, яка, в свою чергу мала до 5 тисяч вояків і складала третину феми. У пізній Римській імперії друнг складався з 20-30 кіннотників, якими й командував друнгарій.
Надалі розрізняли такі ранги:
- друнгарій тагми — командир основної військової одиниці армії Візантії (на сьогодні приблизно за кількістю вояків дорівнює батальйону) до VIII століття;
- друнгарій вахти (грец. δρουγγάριος τῆς βίγλης), він же ніктепарх («нічний епарх») — з кінця VIII століття начальник охорони головного імператорського палацу, іподрому та суду, а також керівник нічної варти Константинополя;
- друнгарій флоту — командувач імператорськими бойовими кораблями, з XI століття — мегадрунгарій;
- друнгарій феми — стратиг морської феми (найбільш відомий друнгарій феми Ківірреотів на півдні Малої Азії), часто такий друнгарій командував об'єднаним флотом усіх фем;
- друнгарій ванди — командир невеликого військового підрозділу, що входив до складу тагми.

## Історія виникнення назви
У Стародавньому Римі слово «друнг» на початку IV століття запозичили або з галицької, або з давньонімецької мови. Наприкінці VI століття імператор Маврикій у своєму творі «Стратегікон» використав цей термін для позначення певного тактичного розгортання, як правило, у кавалерії, в загальному сенсі «угрупування». На початку VII століття відбулась ієрархізація та формалізація візантійської армії. У новій системі кожна велика дивізія, яку називали фемою, була розділена на турми, відповідно кожна турма була розділена на мойри (грец. μοίραι) або друнги, які в свою чергу складалися з декількох банд (лат. bandum — «прапор»). Таким чином, кожна мойра або друнг були аналогом сучасного полку або бригади, спочатку чисельністю у 1000 вояків (нагадувала македонську хіліархію), з часом зросла до 3000 воїнів, але зрештою імператор Лев VI Мудрий встановив для друнгу чисельність у 400 вояків. Ранг друнгарія при цьому був одним з найнижчих військових піхотних звань.

## У Візантії
У 791 році вперше згадують про друнгарія варти — посадову особу, яка командувала охороною головного імператорського палацу, а потім ще декількох установ. Протягом X—XI століть ця посада стала дуже значущою при дворі імператора, на це місце мріяли потрапити багато вихідців з аристократичних родин.
Командувача флоту Візантії приблизно у той час називали друнгарієм флоту або флоту басилевса, щоб відділити від друнгарія феми, командувача провінційними флотами та їхніми об'єднаннями (ескадрами). Надалі їм надали статус стратига, а командувача імператорським флотом стали іменувати мегадрунгарієм. Вперше це зафіксовано в документі Τακτικόν Ουσπένσκυ у 842 році. Надалі ранг мегадрунгарія наприкінці XI століття був замінений на «великий дука» або «мегадука» (грец. Μέγας Δουξ). Але ранг флотських друнгарієв продовжував існувати аж до падіння Візантійської імперії у 1453 році. Також існував варіант друнгарія комес (грец. δρουγγαροκόμης — буквально «друнгарій рахунку»), тобто командувача ескадрою з певною кількістю кораблів.